# Савіоре-делл-Адамелло
Савьоре-делл-Адамелло (італ. Saviore dell'Adamello) — муніципалітет в Італії, у регіоні Ломбардія, провінція Брешія.
Савьоре-делл-Адамелло розташоване на відстані близько 500 км на північ від Рима, 120 км на північний схід від Мілана, 65 км на північ від Брешії.
Населення — 929 осіб (2014).

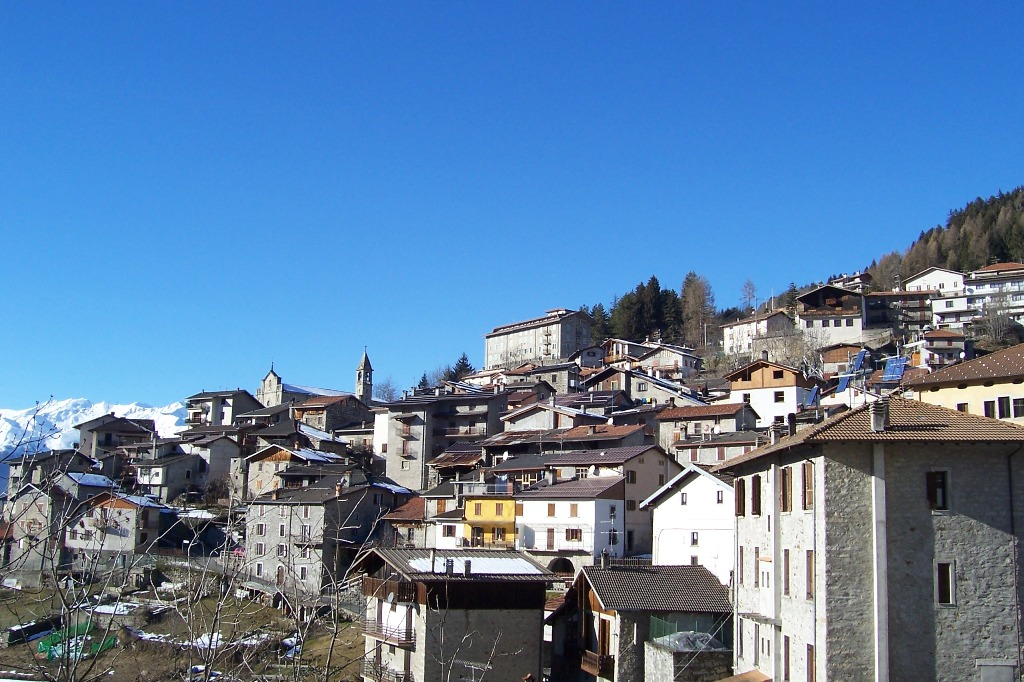

Щорічний фестиваль відбувається 15 серпня. Покровителька — Богородиця Небовзята.

## Демографія
Населення за роками:

Станом на 1 січня 2023 року в муніципалітеті офіційно проживало 10 іноземців з 6 країн, серед них 2 громадяни країн Євросоюзу та 5 громадян України.

## Сусідні муніципалітети
- Чево
- Даоне
- Едоло
- Понте-ді-Леньо
- Соніко
- Сп'яццо